# Museo de Bulla Regia
El Museo de Bulla Regia es un pequeño museo del yacimiento tunecino de Bulla Regia, abierto desde 1982. No contiene más que una ínfima parte de los descubrimientos arqueológicos realizados desde finales del siglo XIX, y sobre todo principios del siglo XX, ya que los principales hallazgos están depositados en el Museo nacional del Bardo.
Únicamente se compone de dos salas, el museo es más un antiquarium y un complemento a la visita del yacimiento. Actualmente está cerrado por obras de rehabilitación y expansión.

## Sala púnica y númida
Algunas estelas púnicas y neopúnicas con representaciones del signo de Tanit o representaciones humanas ocupan una parte de la sala. Los vestigios de un templo que se cree estaba dedicado a Tanit ocupan el centro, en particular un capitel jónico con los motivos de un signo de Tanit en uno de sus lados.

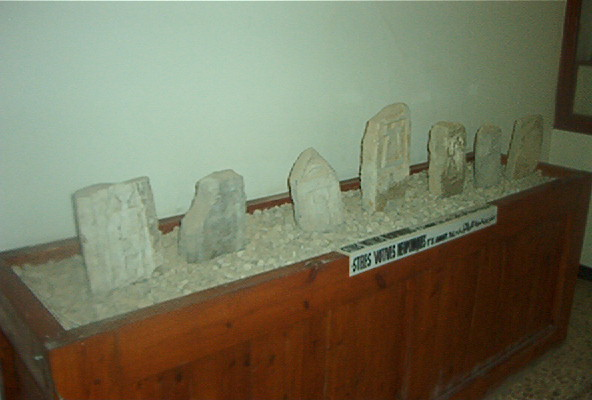
Grupos de estelas
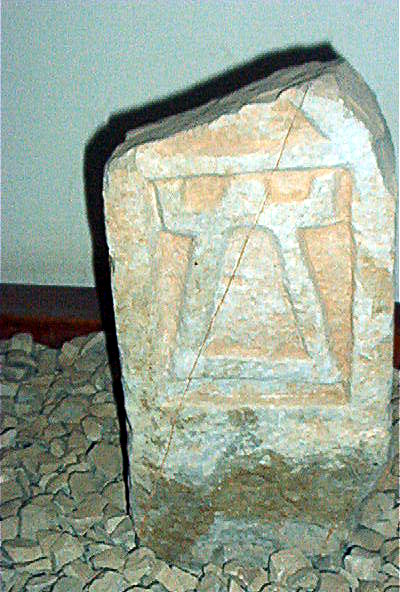
Estela con el signo de Tanit

## Sala romana
En la segunda sala, se encuentran arcones funerarios esculpidos que albergan las cenizas de difuntos. Fueron descubiertos un gran número de arcones al principio de las excavaciones en el yacimiento arqueológico a finales del siglo XIX. Un pequeño medallón de mosaico representando la cabeza de Medusa está expuesto en la misma sala. Por último, hay una representación grabada de un notable local con un aspecto ingenuo.

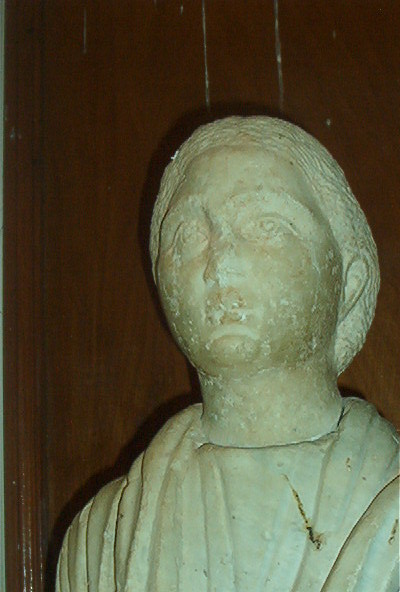
Detalle de la estatua de un notable
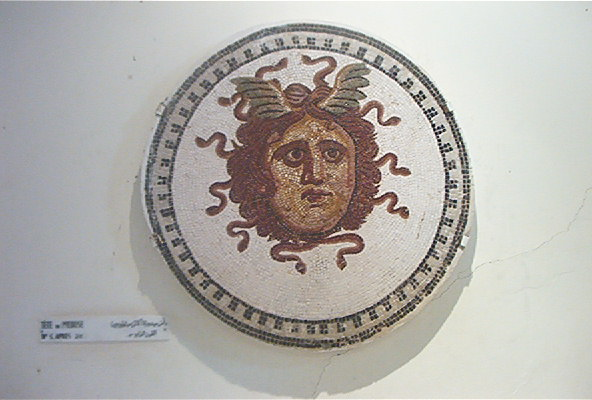
Medallón de mosaico representando a Medusa
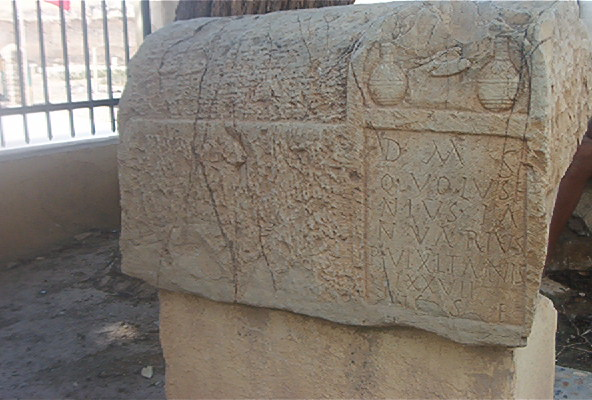
Arcón funerario delante del museo